# Ла-Сель-Конде
Ла-Сель-Конде́ (фр. La Celle-Condé) — коммуна во Франции, находится в регионе Центр. Департамент — Шер. Входит в состав кантона Линьер. Округ коммуны — Сент-Аман-Монтрон.
Код INSEE коммуны — 18043.

## География
Коммуна расположена приблизительно в 230 км к югу от Парижа, в 125 км южнее Орлеана, в 36 км к юго-западу от Буржа.
По территории коммуны протекает река Арнон.

## Население
Население коммуны на 2008 год составляло 203 человека.
| 1962 | 1968 | 1975 | 1982 | 1990 | 1999 | 2008 |
| ---- | ---- | ---- | ---- | ---- | ---- | ---- |
| 297  | 323  | 253  | 217  | 181  | 180  | 203  |

## Экономика
Основу экономики составляет сельское хозяйство (крупный рогатый скот, овцы, козы).
В 2007 году среди 135 человек в трудоспособном возрасте (15-64 лет) 91 были экономически активными, 44 — неактивными (показатель активности — 67,4 %, в 1999 году было 63,6 %). Из 91 активных работали 79 человек (46 мужчин и 33 женщины), безработных было 12 (4 мужчины и 8 женщин). Среди 44 неактивных 8 человек были учениками или студентами, 24 — пенсионерами, 12 были неактивными по другим причинам.

## Достопримечательности
- Церковь Сен-Дени[фр.] (XII век). Исторический памятник с 1862 года[3]
  - Бронзовый колокол (XIII век). Исторический памятник с 1943 года[4]
- Церковь Сен-Жермен[фр.] (XI—XII века). Исторический памятник с 1998 года[5]
  - Фреска (XV век). Изображено несколько сцен: подъём на небо душ двух погибших, паломники в Эммаусе. Исторический памятник с 1978 года[6]
- Замок Плесси (XV век). Исторический памятник с 1948 года[7]

## Фотогалерея

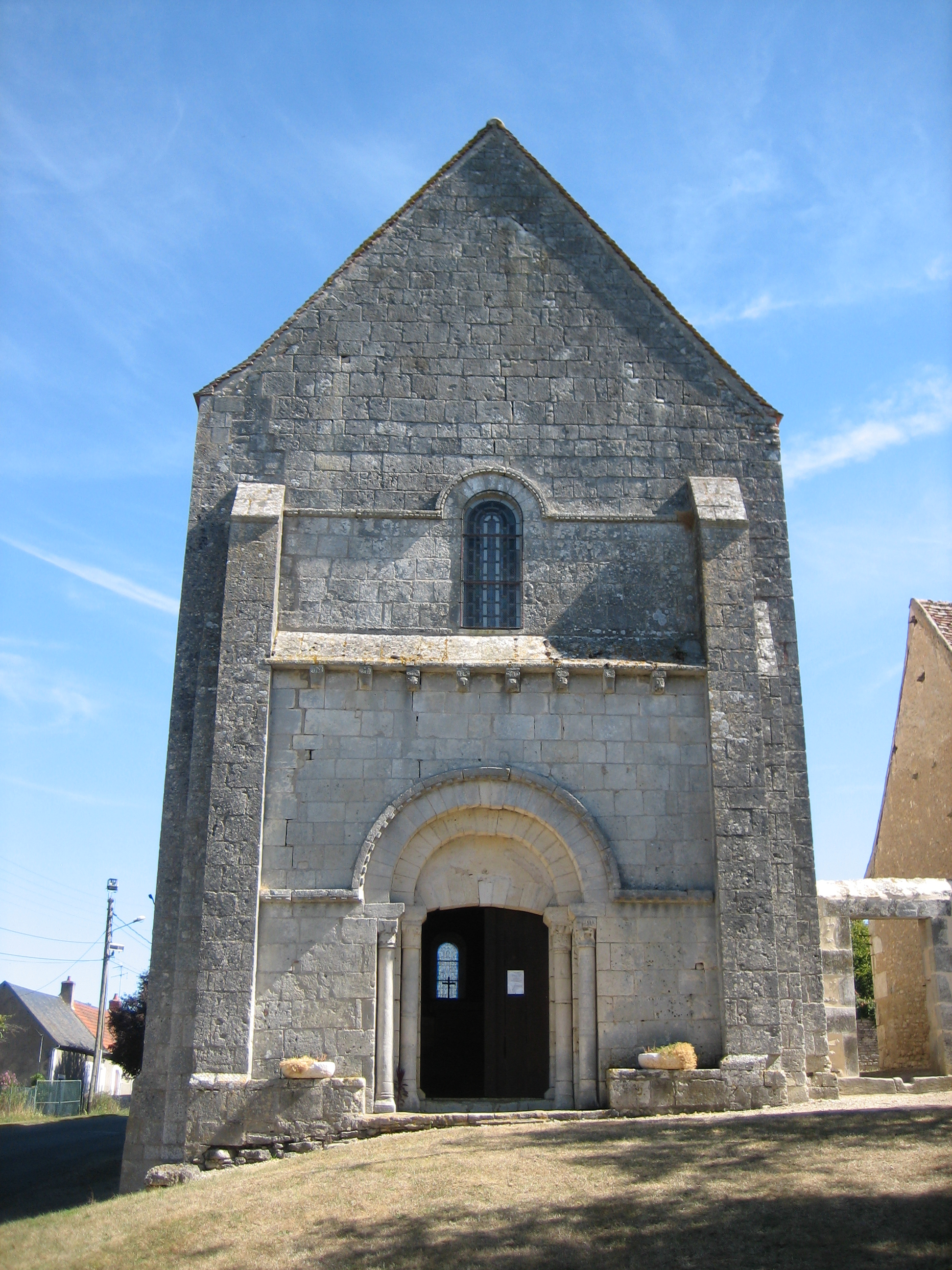
Церковь Сен-Дени
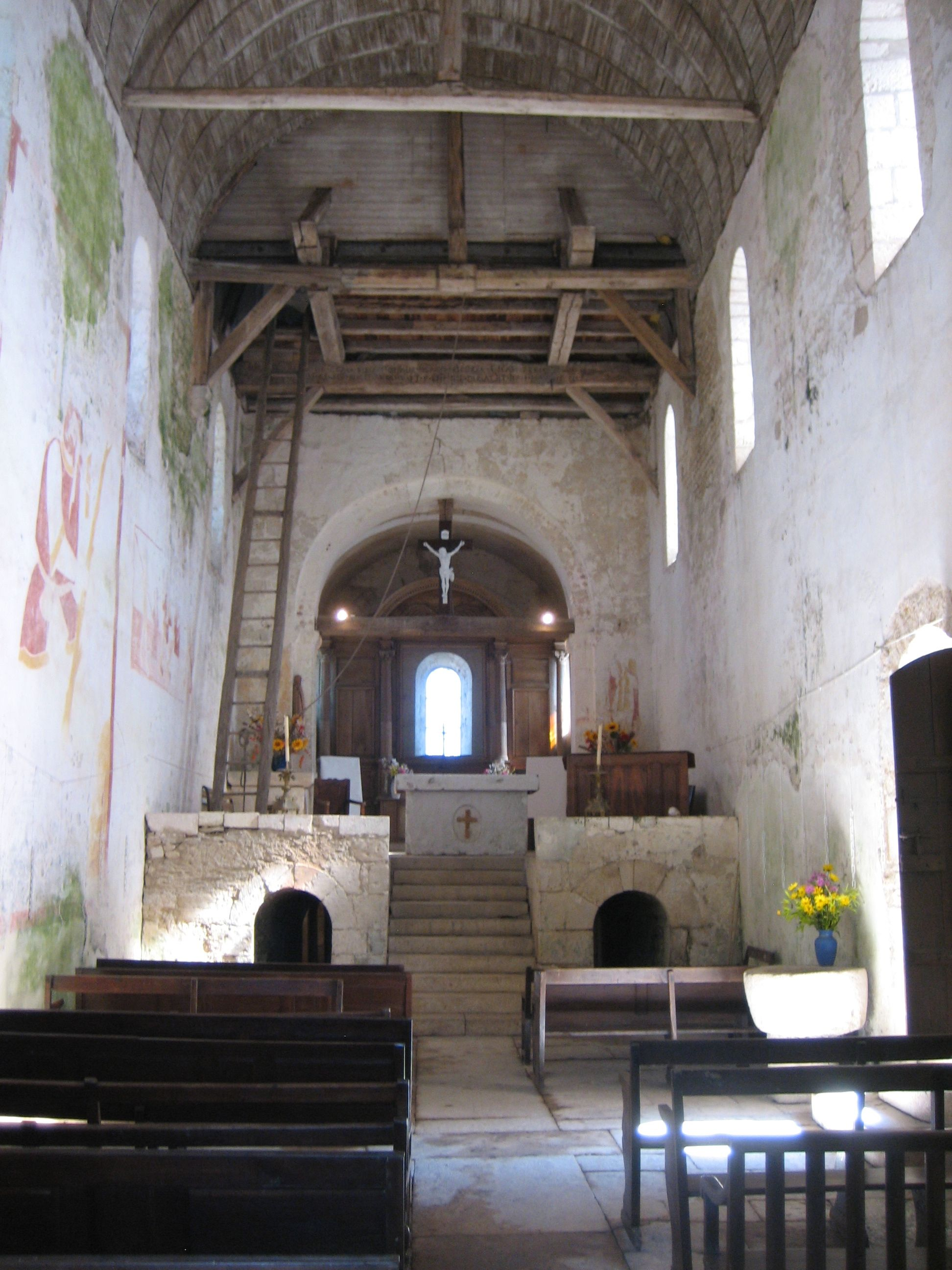
Интерьер церкви Сен-Дени
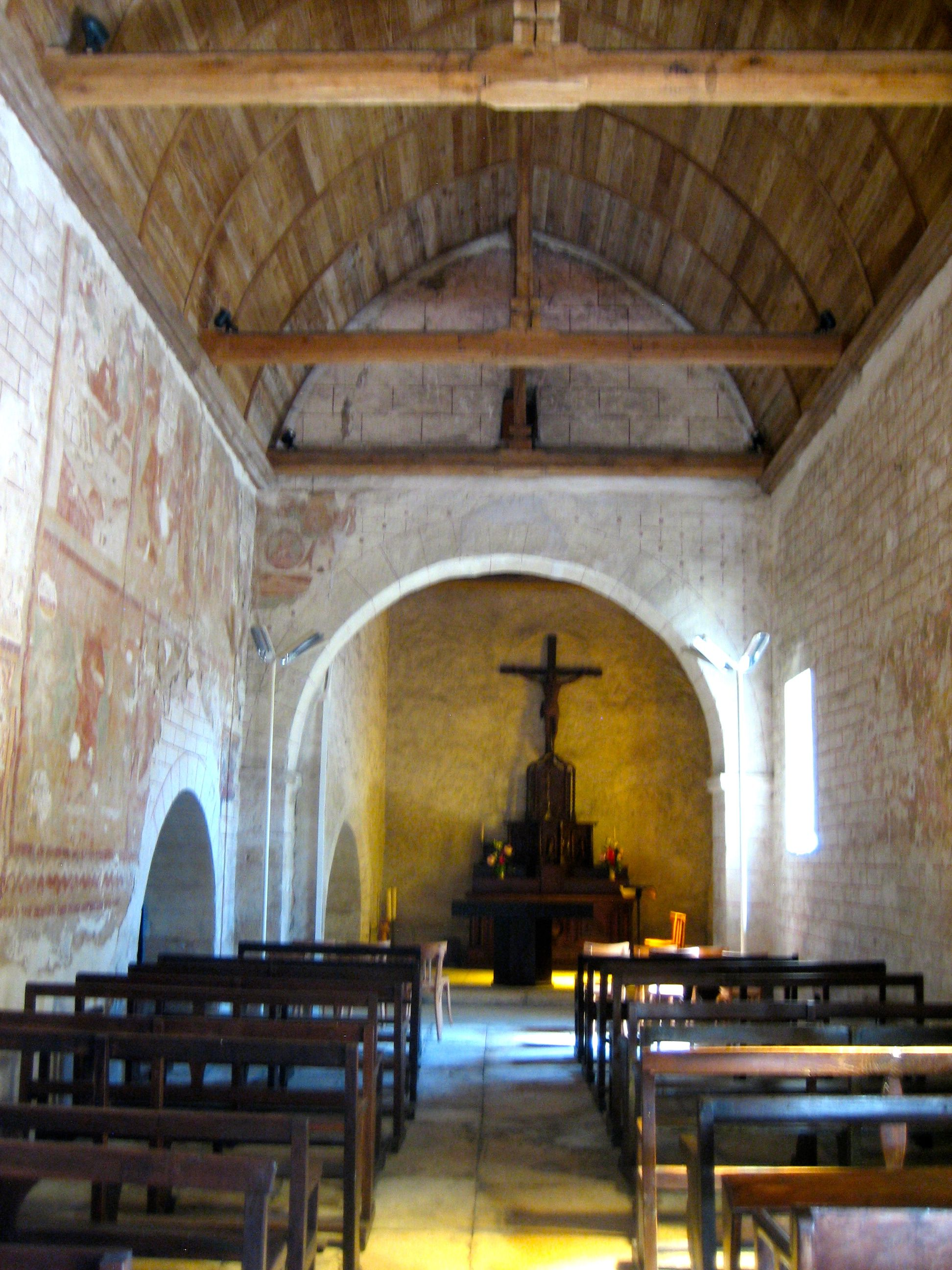
Интерьер церкви Сен-Жермен
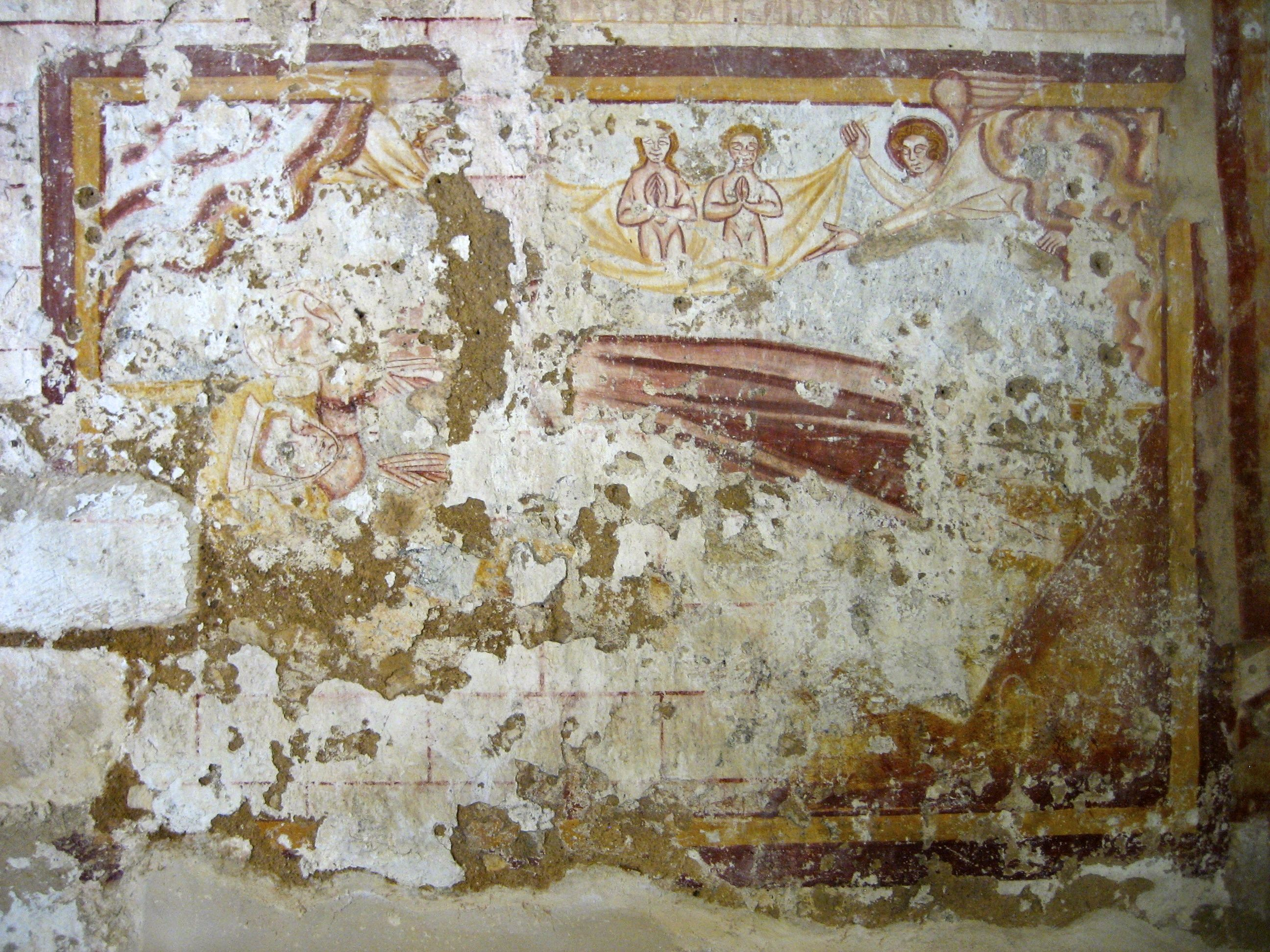
Фреска в церкви Сен-Жермен
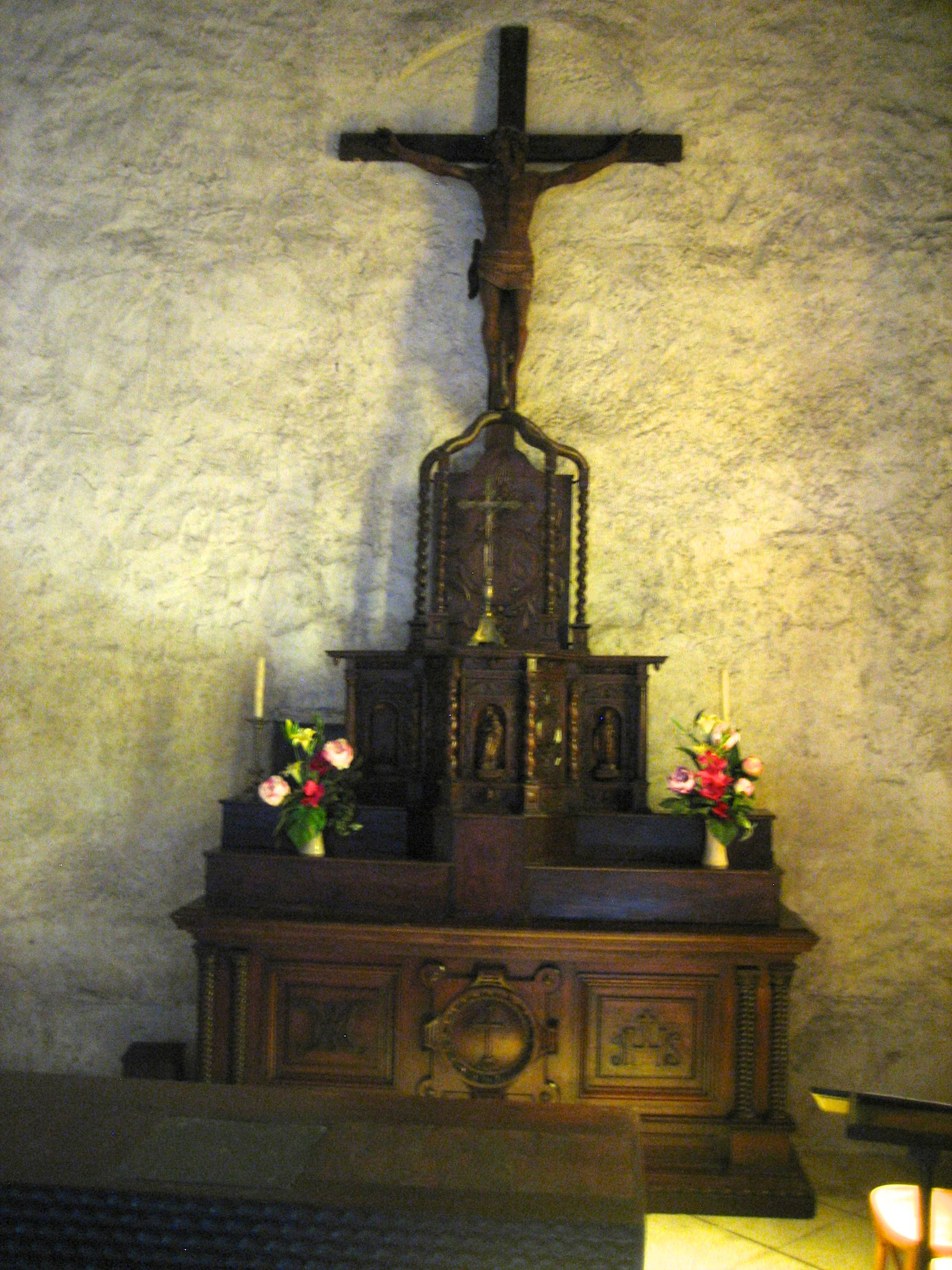
Алтарь церкви Сен-Жермен
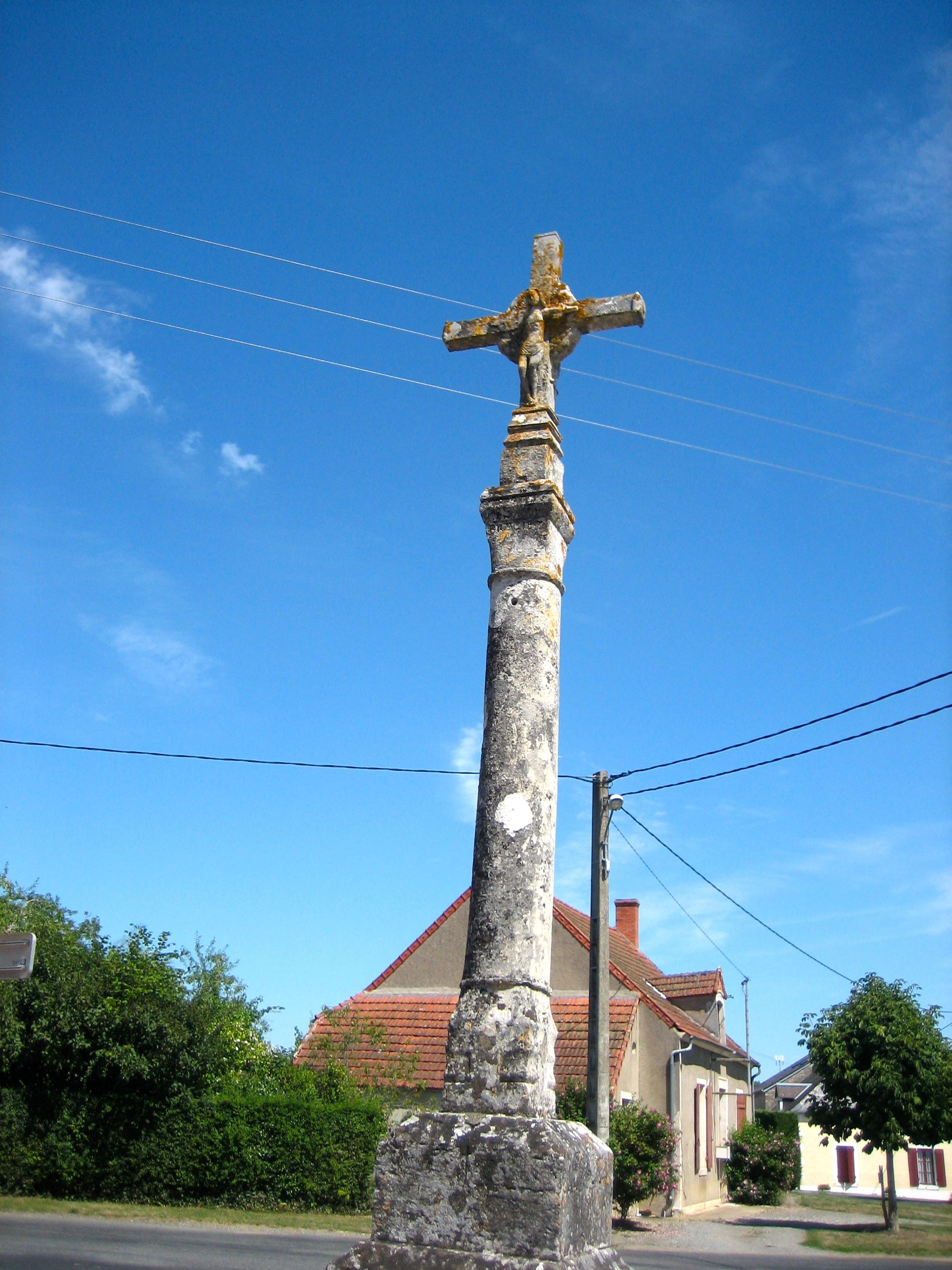
Крест на перекрёстке